# Enrique Mori Julca
Jason Enrique Mori Julca (* 22. srpna 1974, Lima, Peru) je peruánský knihovník a výzkumník fotografie. 

## Životopis
Je uznávaný pro své úsilí o šíření a ochranu kulturního dědictví Limy, zejména předhispánského a viceregálního, k němuž se věnoval různým grafickým dílům a prezentacím. V roce 2004 získal kurátorskou a výzkumnou práci La Fotografía Post mortem en el Perú (siglo XIX) (Posmrtná fotografie v Peru). Byl generálním tajemníkem Studentského centra knihovnictví a informačních věd Univerzity svatého Marka (CEBCI). Od roku 1994 má na starosti péči a uchovávání fotografických sbírek Národní knihovny Peru (BNP).